# Leontodon muelleri
Leontodon muelleri é uma espécie de planta com flor pertencente à família Asteraceae. 
A autoridade científica da espécie é (Sch.Bip.) Fiori, tendo sido publicada em Fl. Italia (Fiori, Béguinot & Paoletti) 3: 396 (1904).

## Portugal
Trata-se de uma espécie presente no território português, nomeadamente em Portugal Continental.
Em termos de naturalidade é introduzida na região atrás indicada.

## Protecção
Não se encontra protegida por legislação portuguesa ou da Comunidade Europeia.